# Scytodes alfredi
Scytodes alfredi är en spindelart som beskrevs av Gajbe 2004. Scytodes alfredi ingår i släktet Scytodes och familjen spottspindlar. Inga underarter finns listade i Catalogue of Life.